# 中国国鉄建設型蒸気機関車
建設型蒸気機関車（けんせつがたじょうききかんしゃ）は中華人民共和国鉄道部（中国国鉄）の貨物列車用テンダー式蒸気機関車である。

## 概要
1956年に大連機車車輛廠にて解放型蒸気機関車の改良型として設計され，1957年に第一号が完成し、毛澤東が自ら乗車した。これは「建設型」という名前がつけられ、その後大同機車工廠，大連機車車輛廠，戚墅堰機車車輛廠や二七機車工廠などで建設型蒸気機関車は製造され、幹線貨物用の主軸となった。
1965年にいったん製造中止となり、このときまでの累計で製造台数は1135台，大多数は華北や東北地区の鉄路局に配置されていた。1980年に大同機車廠で建設型蒸気機関車の生産が再開され、改良が加えられた。改良型は「建設B型」と呼ばれ、主に入れ替え用や短区間運転に使用された。1988年に生産終了。B型は423台の製造にとどまっている。
特筆すべき点として、中国国鉄においては前進型蒸気機関車がかつて幹線貨物の主力機関車として大量運用されていたが、建設型の方が最大馬力16.7%、平地牽引力22%、機関車総効率0.9%、と数値的にはすべての点で勝っていたという。大部分の建設型は廃車となってスクラップとなったが、ハミ市や赤峰市元宝山区などで僅かに現役のものが鉱山会社や製鉄所の入れ替え、短区間運転で使用されている。